# Јолај
Јолај (грч. Iolaos, лат. Iolaus) је син Херакловог полубрата Ификла и његове друге жене Аутомедузе.

## Митологија
Јолај је помогао Хераклу у борби са лернејском Хидром и убио огромног рака који је Хидри притекао у помоћ.
Јолај је, заједно са јунаком Мелеагром, суделовао у походу и лову на калидонског вепра, а са Јасоном и у походу Аргонаута у Калхиди.
Јолај се свугде и на сваком месту понашао како доликује једном јунаку, а када је Херакло, извршавајући задатак Еуристеја, лутао по свету, он му је, оставши кући, тешио жену. На крају се Јолај заљубио у Хераклову жену, а он му је великодушно њу и препустио.

### Јолајова смрт
После смрти Херакла, Јолај је дошао у Атину да брани Хераклове потомке, и да, и поред својих поодмаклих година, стане раме уз раме са краљем Демофонтом у борби против Еуристеја, који је дошао у Атину по потомке Херакла.
Јолај је замолио Херакловог сина Хила да му да борна кола и кренуо је на Еуристеја. У борби са њим схватио је да нема довољно снаге, и очајан због своје старости и слабости, позвао је богове у помоћ, да му, макар само на трен подаре младост и снагу. Богови, којима је Јолај први пут упутио молбу, испунише му жељу и спустише таман облак који се обавио око Јолаја. Када се облак разишао, на колима је стајао Јолај у цвету своје младости и у пуној снази. Јолај је тада лако заробио Еуристеја и довео га је у Атину.
Задовољан што су му богови помогли и због враћене младости, Јолај је спокојан умро.